# Hypaepa rufifascia
Hypaepa rufifascia är en insektsart som först beskrevs av Walker 1851.  Hypaepa rufifascia ingår i släktet Hypaepa och familjen lyktstritar. Inga underarter finns listade i Catalogue of Life.